# Le Lac des cygnes
Pour les articles homonymes, voir Le Lac des cygnes (homonymie).
Le Lac des cygnes, op. 20 (en russe : Лебединое озеро/Lebedinoïe ozero) est un ballet en quatre actes sur une musique de Piotr Ilitch Tchaïkovski et un livret de Vladimir Begitchev inspiré d'une légende allemande. Il est composé entre 1875 et 1876.

## Historique
En 1871, Piotr Ilitch Tchaïkovski profite de ses vacances pour composer un petit ballet, Lebedinoïe ozero, destiné aux enfants de sa sœur.
Lorsque, au cours de l'été 1875, l'Intendant du grand théâtre de Moscou, Vladimir Pétrovitch Begitchev, lui demande de composer un ballet, Tchaikovski accepte immédiatement d'autant que la proposition est lucrative (Tchaïkovski touchera 5 000 roubles pour sa peine) et que le compositeur confie, dans une lettre à son ami Rimski-Korsakov, rêver depuis longtemps de « [s']essayer à ce genre de musique ». Béguitchev, en collaboration avec son danseur étoile du Théâtre impérial Bolchoï Vassili Fiodorovitch Gelzer, a personnellement préparé le livret à partir de légendes et contes divers — dont le Voile dérobé tiré des « contes populaires des Allemands » de Johann Karl August Musäus. Tchaïkovski a à l'esprit les ballets de Léo Delibes et plus particulièrement Coppélia.
À la différence du mode de travail qui caractérisera plus tard La Belle au bois dormant et Casse-Noisette, le compositeur ne collabore pas directement avec le chorégraphe pressenti, Julius Reisinger. Ce dernier, maître de ballet traditionaliste, se trouve dépassé par les ambitions « symphoniques »  de la musique de Tchaïkovski. Il triture la partition, coupant ici, arrangeant là, si bien que lors de la création, le 4 mars 1877 au Théâtre impérial Bolchoï, l'œuvre, sous la direction de Semion Riabov et chorégraphiée par Julius Reisinger, sans être un échec cuisant comme certains historiens du ballet l'ont prétendu, est une « déconvenue humiliante » (Tchaïkovski). Au cours des cinq années suivantes, Le Lac des cygnes est monté deux fois et connaît plus de quarante représentations, chiffre exceptionnel pour l'époque.
Tchaïkovski ne vivra pas assez longtemps pour voir la version qu'il a composée, Lebedinoïe ozero, dansée sur toutes les scènes du monde sous des formes et des titres divers : Lebedinoïe ozero bien sûr, mais aussi Swan Lake, Le lac des cygnes, Schwanensee, Lago dei cigni, etc. C'est très exactement le 12 mars 1894 que le ballet entreprend sa longue marche triomphale d'une façon modeste : seul le deuxième acte est représenté au Théâtre impérial Mariinski à la mémoire du compositeur décédé le 6 novembre 1893. Cette réalisation est confiée à Ivanov, deuxième maître de ballet et adjoint du célèbre Petipa. Ce dernier remarque immédiatement les possibilités inhérentes à la partition de Tchaïkovski et persuade le Théâtre Mariinski de monter une production intégrale du ballet de la chorégraphie duquel il se chargerait en partenariat avec Ivanov. À la demande de Petipa, le maître de chapelle de la cour et chef d'orchestre Riccardo Drigo pratique quelques interventions dans la partition originale. Petipa se charge alors de chorégraphier le premier et le troisième acte, laissant à Ivanov les deuxième et quatrième qui se déroulent sur les bords du lac des cygnes. Cette version est présentée au public pour la première fois le 15 janvier 1895.

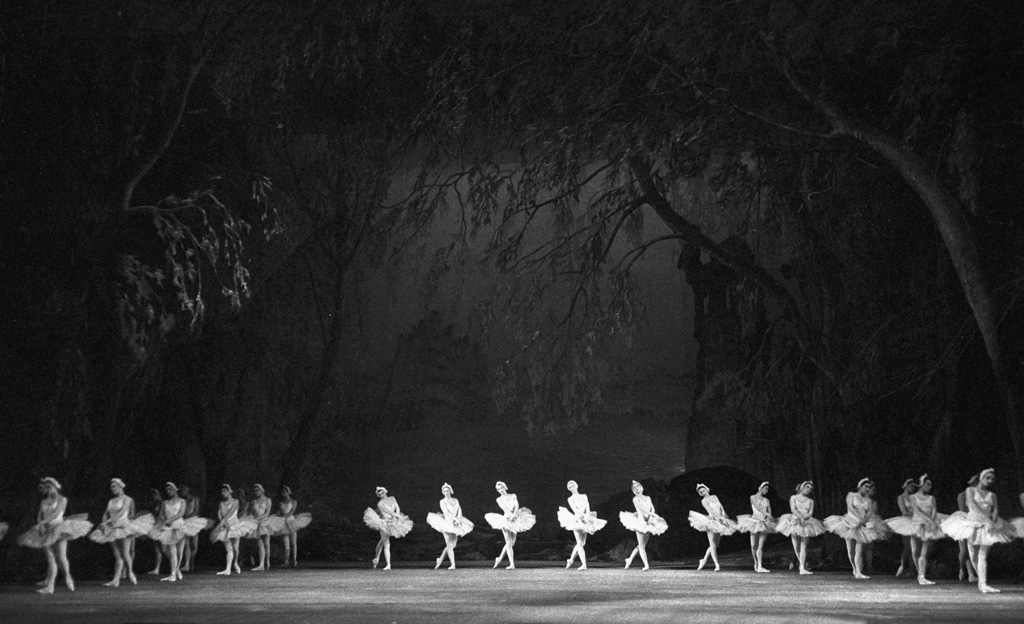
Photo de Anatoliy Garanin (1950)

Au cours des cinquante années qui ont suivi la création de la version Petipa/Ivanov à Saint-Pétersbourg le ballet subit tant de remaniements que la version réalisée en 1953 au théâtre Stanislavski et Nemirovitch-Dantchenko de Moscou fit l'effet d'une bombe. On la devait à Bourmeister (1904-1971), premier maître de ballet du théâtre, qui reprenait l'ordre des numéros tel que publié dans la partition originale de Tchaïkovski. Bourmeister simplifie la dramaturgie du livret et rajoute un prologue qui présente la transformation de la princesse Odette en cygne par le sorcier Rotbarth. Cela le conduit, après la victoire finale du prince Siegfried sur Rotbarth à l'issue d'une lutte sans merci, à montrer le retour d'Odette à sa forme première. Plus rien ne fait alors obstacle à la fin heureuse du ballet bien que la version de 1895 ne fasse qu'esquisser la réunion des deux amants dans une apothéose finale. Les autres modifications concernent la disparition du fou (qui n'amène rien à l'intrigue) au profit de l'ami de Siegfried et l'arrangement des danses nationales du Divertissement de l'acte III en intermèdes magiques de Rotbarth, qui apparaît dès lors comme une sorte d'artiste du music-hall.
Cette version du Lac des cygnes a été montée pour la première fois à l'Ouest par l'Opéra de Paris en 1950. Elle a été reprise par plusieurs compagnies dont, récemment, le 14 avril 2004, au Théâtre de la Scala avec Svetlana Zakharova dans le rôle d'Odette/Odile et Roberto Bolle dans celui de Siegfried.
Le mythe du cygne, avec ses prémices antiques où Zeus, sous les traits d'un cygne, comble Léda, l'épouse du roi de Sparte, offre de nombreuses possibilités d'adaptation. On y voit déjà apparaître le caractère androgyne de l'animal qui a conduit, dans les mises en scène de Matthew Bourne (Swan Lake, Londres 1995) et Stephan Thoss (de) (Zwischen Mitternacht und Morgen, Hanovre 2004), à confier la figure des cygnes à un corps de ballet masculin.
Enfin, à la suite de l'étude psychanalytique de l'argument par Mats Ek en 1986 et de l'interprétation par le biais de la Modern Dance qu'il en a donnée avec le  Ballet Cullberg de Suède, de nouvelles versions dramaturgiques et chorégraphiques ont vu le jour dont celle de Neumeier, Illusionen - wie Schwanensee avec sa référence historique à Louis II de Bavière.

## Argument

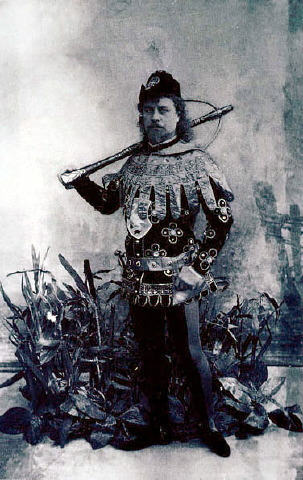
Pavel Gerdt dans le rôle du prince, Saint-Pétersbourg, 1895.

Le jeune prince Siegfried fête sa majorité. Sa mère, la reine, lui annonce que, le jour suivant, au cours d'un grand bal pour son anniversaire, il devra choisir une future épouse. Vexé de ne pouvoir choisir celle-ci par amour, il se rend durant la nuit dans la forêt. C'est alors qu'il voit passer une nuée de cygnes. Une fois les cygnes parvenus près d'un lac, il épaule son arbalète, s'apprêtant à tirer, mais il s'arrête aussitôt : devant lui se tient une belle femme vêtue de plumes de cygne blanches, suivie de douze autres femmes habillées pareillement, dont quatre surnommées « petits cygnes ».
Enamourés, ils dansent, et Siegfried apprend que la jeune femme est en fait la jeune et belle princesse Odette, la princesse cygne. Un terrible et méchant sorcier, nommé Rothbart, la captura et lui jeta un sort : le jour, elle serait transformée en cygne blanc et, la nuit, elle redeviendrait femme. D'autres jeunes femmes et jeunes filles apparaissent et rejoignent la princesse Odette près du Lac des Cygnes, lac formé par les larmes de ses parents, le roi et la reine décédés, lorsqu'elle fut enlevée par le sorcier. Ayant appris son histoire, le prince Siegfried, fou amoureux, est pris d'une grande pitié pour elle. Il lui déclare son amour, ce qui affaiblit le sort. Rothbart apparaît. Siegfried menace de le tuer, mais Odette intervient : si  Rothbart meurt avant que le sort ne soit brisé, il sera irréversible. Le seul moyen de briser le sort est que le prince épouse Odette.
Le lendemain, au bal, à la suite des candidates fiancées, survient le sorcier Rothbart, avec sa fille Odile, transformée en Odette mais vêtue de noir (le cygne noir), qui est le sosie d'Odette. Abusé par la ressemblance, Siegfried danse avec elle, lui déclare son amour et annonce à la cour qu'il compte l'épouser. Au moment où vont être célébrées les noces, la véritable princesse Odette apparaît. Horrifié et conscient de sa méprise, Siegfried court vers le lac des cygnes.
La façon dont Odette apparaît finalement à Siegfried diffère selon les différentes versions du ballet : Odette arrive au château ou bien le sorcier Rothbart montre à Siegfried une vision d'Odette.
Il existe également différentes fins :
- l'amour véritable d'Odette et de Siegfried vainc Rothbart, le prince lui coupe une aile et il meurt. Odette devient alors humaine pour toujours, le sortilège se brise et tous deux se marient et vivent heureux ;
- Siegfried ayant déclaré son amour à Odile, il condamne, sans le savoir, Odette à demeurer un cygne pour toujours. Réalisant que ce sont ses derniers instants en tant qu'humain, elle se suicide en se jetant dans les eaux du lac. Le prince se jette lui aussi dans le lac. Cet acte d'amour et de sacrifice détruit Rothbart et ses pouvoirs et les amants s'élèvent au paradis en une apothéose ;
- Siegfried ayant déclaré son amour à Odile, il condamne, sans le savoir, Odette à demeurer un cygne pour toujours. Réalisant que ce sont ses derniers instants en tant qu'humain, elle meurt en se jetant dans les eaux du lac. Le prince se jette lui aussi dans le lac. Un petit cygne, dévasté par la disparition de la princesse car il avait été le meilleur ami d’Odette, plonge à son tour dans le lac. Cet acte d'amour et de sacrifice détruit Rothbart et ses pouvoirs. Les cygnes, tristes d’avoir perdu un cygne et leur cheffe, et néanmoins heureux d’être humains pour toujours, dansent mais s’écartent pour former un passage. Du lac s’envole un cygne ; c’est le petit cygne qui s’était changé en cygne pour l’éternité, sauvé par le lac lui-même. Les deux amants, Siegfried et Odette, s'élèvent au paradis en une apothéose ;
- Siegfried court au lac et supplie Odette de lui pardonner. Il la prend dans ses bras, mais elle meurt. Les eaux du lac montent et les engloutissent.
- Siegfried ayant déclaré son amour à Odile, il condamne, sans le savoir, Odette à demeurer un cygne pour toujours. Odette s'envole sous la forme d'un cygne, et Siegfried est abandonné dans le chagrin et la douleur lorsque le rideau tombe.
- Siegfried ayant déclaré son amour à Odile, il condamne, sans le savoir, Odette à rester un cygne pour toujours. Odette s’envole sous la forme d’un cygne, mais grâce à l’amour, Siegfried se métamorphose aussi en cygne. Ils s’envolent tous les deux, réunis sous la forme d’un cygne.

## Naissance duLac des cygnes

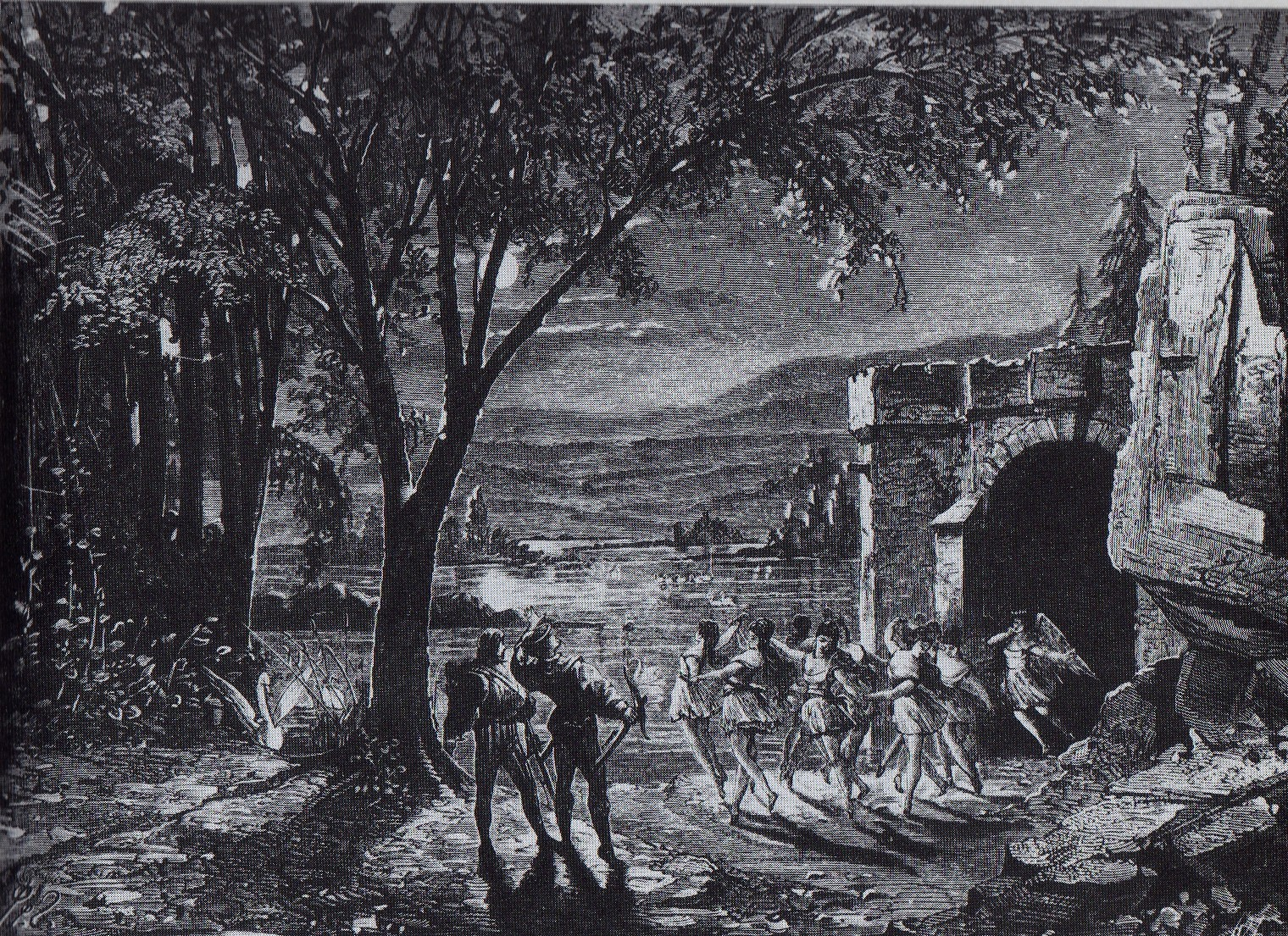
Décor de F. Gaanen pour l'Acte II, Moscou, 1877.

D'après le récit du neveu et de la nièce de Tchaïkovski, Youri Lvovitch Davydov et Anna von Meck-Davydov, nous savons que celui-ci avait déjà créé auparavant un petit ballet appelé le Lac des Cygnes chez eux en 1871. Tchaïkovski avait l'habitude de réunir de petites œuvres dont il créait la musique et le scénario en une représentation. Selon son neveu, la Chanson des cygnes, le fameux thème du Lac des Cygnes, avait été composée à cet effet. À cette époque, Tchaïkovski et Vladimir Petrovitch Beguitchev, directeur des Théâtres Impériaux de Moscou en ce temps-là, faisaient partie d'un groupe artistique de Moscou appelé le Salon de Chikhovskaïa et il semblerait que l'idée du Lac des cygnes soit apparue lors d'une réunion des membres du groupe. Le livret du Lac des cygnes est un cliché typique du ballet du XIXe siècle.
Les origines du scénario sont confuses, tant les sources que celui qui l'a écrit, et font encore aujourd'hui l'objet de contestations.
Fiodor Lopoukhov, patriarche du ballet russe, a appelé Le Lac des cygnes un « ballet national » : les cygnes sont évoqués dans beaucoup de récits romantiques russes et la chorégraphie du corps de ballet imite très souvent des mouvements de danses slaves (des danses en cercle notamment). Selon lui, même si l'histoire se déroule en Allemagne, l'image du cygne et le thème de l'amour fidèle seraient essentiellement russes. La trame de l'intrigue serait inspirée de l'histoire du Voile dérobé (Der geraubte Schleier) extraite des Volksmährchen der Deutschen (recueil en 5 tomes de contes allemands) de Johann Karl August Musäus. Le conte populaire russe Le Canard Blanc serait une autre source. Aussi les contemporains de Tchaïkovski ont remarqué que le compositeur portait beaucoup d'intérêt pour la vie de Louis II de Bavière qui par son destin tragique est souvent symbolisé par le cygne et qui, consciemment ou non, fut choisi comme prototype du rêveur prince Siegfried.
On s'accorde souvent à dire que Beguitchev a écrit le scénario.

## Création du ballet

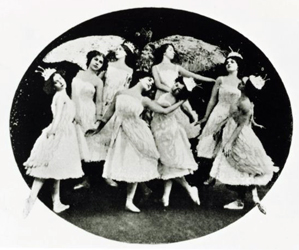
Olga Preobrajenska dans le rôle d'Odette et les cygnes, 1895.

Le Lac des cygnes est le premier ballet dont la musique fut créée par un compositeur symphonique. Depuis la seconde moitié du XIXe siècle, on confiait habituellement la partition à des compositeurs connus et spécialisés dans la musique de ballet : ils créaient de nombreuses mélodies, claires, enjouées, rythmées, en vogue pour le ballet. Tchaïkovski étudia la musique de ces spécialistes (l'Italien Cesare Pugni ou l'Autrichien Léon Minkus) avant de composer son Lac des cygnes. Il avait une opinion négative sur la musique de ces spécialistes, jusqu'à ce qu'il s'intéresse en détail aux partitions : il fut impressionné par la variété presque illimitée de leurs mélodies. Il admirait surtout la musique de Léo Delibes ou d'Adolphe Adam, et de Riccardo Drigo quelques années plus tard. La partition de Giselle (1841) d'Adolphe Adam lui plaisait beaucoup : Adam avait utilisé la technique du leitmotiv, en associant des thèmes à un personnage ou une atmosphère ; ce que fit Tchaïkovski dans le Lac des cygnes ou La Belle au bois dormant.
Certains de ses amis essayèrent de convaincre Tchaïkovski de renoncer à ce projet, notamment le compositeur Nikolaï Rimsky-Korsakov, qui soulignait qu'il s'agissait là d'une entreprise indigne du talent de Tchaïkovski. Rarement autoritaire, celui-ci déclara néanmoins : Il n'y a pas de genre inférieur en musique, il n'y a que de petits musiciens !. Ce premier ballet, comme par la suite la Belle au bois dormant puis Casse-Noisette, démontra avec panache que Tchaïkovski avait raison.
Il composa la musique du ballet entre août 1875 et avril 1876. La Danse russe de l'acte III fut ajoutée en février 1877 et le pas de deux de l'acte III en avril 1877. En 1875, Begitchev demanda la partition du Lac des cygnes à Tchaïkovski pour un prix plutôt modeste de 800 roubles, et bientôt Begitchev commença à choisir les artistes qui participeraient à la création du ballet. Le chorégraphe était le Tchèque Julius Reisinger (1827-1892) qui était alors engagé en tant que maître de ballet au Théâtre Bolchoï depuis 1873. La plupart des œuvres précédentes de Julius Reisinger, entre autres Kachtchei (1873) et Stella (1875), avaient été très critiquées et jugées d'une qualité médiocre[réf. souhaitée]. Sa seule véritable réussite était un ballet sur Cendrillon appelé Le Chausson magique, qu'il avait composé à son arrivée au Théâtre Bolchoï.

## DuLac des cygnesauLac rêvéde Noureev
En 1984, Rudolf Noureev signe pour l'Opéra de Paris une version à résonance « freudienne », probablement la plus achevée du Lac des cygnes.

Noureev explique sa vision du ballet en ces termes : 

« Le lac des cygnes est pour moi une longue rêverie du prince Siegfried […] Celui-ci, nourri de lectures romantiques qui ont exalté son désir d'infini, refuse la réalité du pouvoir et du mariage que lui imposent son précepteur et sa mère […]. C'est lui qui, pour échapper au destin qu'on lui prépare, fait entrer dans sa vie la vision du lac, cet « ailleurs » auquel il aspire. Un amour idéalisé naît dans sa tête avec l'interdit qu'il représente. Le cygne blanc est la femme intouchable, le cygne noir en est le miroir inversé. Aussi, quand le rêve s'évanouit, la raison du prince ne saurait y survivre. »

C'est de là que naît une vision psychanalytique et introspective de l'œuvre tant dans le traitement du récit que dans le développement des personnages. L'œuvre gagne un surcroît de complexité dans un subtil jeu de miroirs identitaires.
Tout en restant très proche du livret imaginé par Petipa, le danseur étoile révise la chorégraphie (rendant ainsi certains passages d'une exécution difficile) et arrange la partition. Le bouffon, un ajout d'Alexandre Gorski, est certainement brillant mais sans utilité dans l'intrigue. Il est supprimé au profit de Wolfgang, le précepteur du prince. Wolfgang devient dans la version de Noureev un personnage équivoque et manipulateur, alter ego, miroir identitaire du magicien qui a ensorcelé les cygnes et qui, à terme, conduit le prince à sa perte. Il éclaire ainsi de façon magistrale le rôle de l'inconscient dans l'œuvre de Tchaïkovski et donne la mesure du drame intime que vit le compositeur dans son homosexualité. Le cygne blanc symbolise la pureté inaccessible car un amour charnel ne peut exister entre un cygne et un humain. C'est là la malédiction vécue par Tchaïkovski.
Le changement le plus important réside dans le finale. Noureev s'éloigne franchement de l'image traditionnelle des deux protagonistes réunis dans une  sorte d'apothéose idyllique rêvée. Il conçoit une scène plus cruelle pour Odette, la princesse cygne. Elle est emportée dans les griffes de l'affreux Rothbart sous les yeux d'un prince paralysé par son impuissance. Cette image est précisément la résurgence du rêve de Siegfried avec lequel l'histoire commence. Finalement, elle devient la concrétisation du cauchemar à la fois récurrent et redouté auquel il ne peut échapper. La constante opposition entre l'imaginaire et le réel, jeu de miroirs identitaires qui n'ont cessé de s'affronter dans son esprit, débouche inexorablement sur la folie…
Le sentiment de cette fatalité parcourt la partition d'un bout à l'autre. Elle est magnifiquement rendue par cette version de Noureev.
De tous les ballets que Noureev aura légués à l'Opéra de Paris, celui-ci est, à coup sûr, son œuvre la plus personnelle.

« Le Lac des cygnes de Noureev est devenu pour nous une référence », explique Charles Jude en 1997[réf. souhaitée]. « Pour ma part, je l'ai considéré dès le début comme la meilleure version, mais ce n'était pas le cas de tout le monde. En fait, Noureev a éliminé tout ce qui était démodé et donné un vrai rôle a chacun et pas seulement aux solistes. Son ballet est construit comme un rêve. Siegfried aime les lectures romantiques et pour échapper au mariage sans amour que veulent lui imposer sa mère et son précepteur il se réfugie dans un monde imaginaire. Il tombe éperdument amoureux d'Odette, une princesse qui vit près d'un lac enchanté et qui est l'image de sa femme idéale. Rothbart, le cruel magicien qui prend les traits du tuteur, l'a transformée en cygne. Elle ne reprend sa forme humaine que la nuit. Il ne faut pas voir dans la fin le triomphe du mal, mais la quête sans cesse renouvelée d'une perfection jamais atteinte. »

## Partition originale de Tchaïkovski
Introduction : Moderato assai, Allegro non troppo

### ActeI
1. Scène : Allegro giusto
2. Valse : Tempo di valse
3. Scène : Allegro moderato
4. Pas de trois 
I. Intrada (ou Entrée) : Allegro
II. Andante sostenuto
III. Variation : Allegro simplice, presto
IV. Variation : Moderato
V. Variation : Allegro
VI. Coda : Allegro vivace
5. Pas de deux (ce pas de deux devint le Pas de deux du Cygne Noir à la suite de la modification du ballet) 
I.(Entrée) Tempo di valse ma non troppo vivo, quasi moderato
II. Andante, Allegro
III. Variation : Tempo di valse
IV. Coda : Allegro vivace
6. Pas d'action : Andantino quasi moderato, allegro
7. Sujet (Introduction de la Danse des Coupes)
8. Danse des Coupes : Tempo di polacca
9. Finale : Sujet, andante

### ActeII
10. Scène : Moderato
11. Scène : Allegro moderato, moderato, allegro vivo
12. Scène : Allegro, moderato assai quasi andante
13. Danses des Cygnes 
I. Tempo di valse
II. Moderato assai
III. Tempo di valse
IV. Allegro moderato (devint plus tard la fameuse Danse des petits cygnes)
V. Pas d'action : Andante, andante non troppo, allegro
VI. Tempo di valse
VII. Coda : Allegro vivo
14. Scène : Moderato

### ActeIII
15. Scène : Marche, allegro giusto
16. Ballabile, Danse du Corps de Ballet et des Nains : Moderato assai, allegro vivo
17. Entrée des Invités et valse : Allegro, tempo di valse
18. Scène : Allegro, allegro giusto
19. Grand Pas de six 
I. Intrada (ou Entrée) : Moderato assai
II. Variation : Allegro
III. Variation : Andante con moto
IV. Variation : Moderato
V. Variation : Allegro
VI. Variation : Moderato, allegro simplice
VII. Grande Coda : Allegro molto
Appendice I. Pas de deux pour Mlle Anna Sobechtchanskaïa à partir du morceau original de Léon Minkus
20. Danse hongroise : Czardas, moderato assai, allegro moderato, vivace
Appendice II. Danse russe pour Mme Pelagia Karpakova : Moderato, andante simplice, allegro vivo, presto
21. Danse espagnole : Allegro non troppo, tempo di bolero
22. Danse napolitaine/vénitienne : Allegro moderato, andantino quasi moderato, presto
23. Mazurka : Tempo di mazurka
24. Scène : Allegro, tempo di valse, allegro vivo

### ActeIV

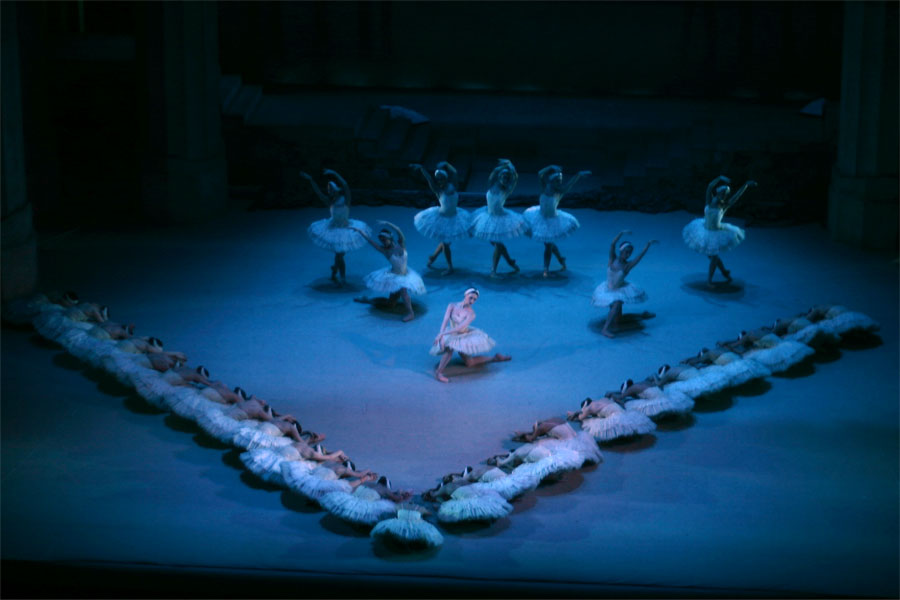
Scène de l'acte IV : Odette parmi les cygnes.

25. Entr'acte : Moderato
26. Scène : Allegro non troppo
27. Danse des Petits Cygnes : Moderato
28. Scène : Allegro agitato, molto meno mosso, allegro vivace
29. Scène finale : Andante, allegro, alla breve, moderato e maestoso, moderato

## Orchestration
| Instrumentation du Lac des cygnes                                                                                      |
| Bois |
| 1 piccolo, 2 flûtes, 2 hautbois, 2 clarinettes (en la, si bémol et ut), 2 bassons                                      |
| Cuivres |
| 4 cors (en fa), 2 cornets (en la et si bémol), 2 trompettes (en fa, mi et ré), 3 trombones (2 ténors et 1 basse), tuba |
| Percussions |
| timbales, cymbales, grosse caisse, tambourin, triangle, tambour militaire, tam-tam, castagnettes, glockenspiel         |
| Cordes |
| 1 harpe, premiers violons, seconds violons, altos, violoncelles, contrebasses                                          |

## Édition de 1895 par Petipa, Ivanov et Drigo
Après la mort de Tchaïkovski (1893), une version revue du ballet fut élaborée par le frère du compositeur, Modeste. La chorégraphie fut modifiée par Marius Petipa et Lev Ivanov et la partition, par le très reconnu chef d'orchestre Riccardo Drigo du Théâtre Mariinsky. Ainsi le ballet qui possédait quatre actes à l'origine n'en eut plus que trois.

### Modifications musicales
C'est la partition reprise par Drigo en 1895, par rapport à celle de Tchaïkovski en 1877, qui est la plus usitée pour les représentations du ballet. Mais, la plupart des compagnies de ballet préfèrent établir leur propre version de la partition, ou un juste milieu entre la partition de 1877 et celle de 1895… mais on se base toujours sur celle de Drigo.
Le frère de Tchaïkovski, Modeste, préférait la partition de Drigo.
L'acte I devint l'acte I, scène 1 ; l'acte II devint l'acte I scène 2 ; l'acte III devint l'acte II et l'acte IV devint l'acte III.
La valse de l'acte I fut appelée valse champêtre ou valse villageoise. La grande coda de l'acte II fut rallongée. La ballabile de l'acte III fut utilisée par le maître de ballet Konstantin Sergueïev dans sa version de 1951 pour le Mariinsky comme danse de cour. La danse russe est utilisée dans les mises en scène d'aujourd'hui et a même été utilisée par une compagnie de ballet de Seattle comme danse arabe.

### Partition de Drigo
Introduction

#### ActeI,scène 1
(originellement l'acte I)
1. Scène
4. Pas de Trois
I. Entrée
II. Andante sostenuto
III. Variation 1 (modifié de Allegro simplice à Allegero Moderato)
IV. Variation 2
V. Variation 3
VI. Coda
3. Scène
2. Valse Champêtre
6. Pas d'action
7. Introduction à la Danse au cliquetis de verres (Sujet)
8. Danse au cliquetis de verres
9. Finale

#### ActeI,scène 2
(originellement l'acte II)
14. Introduction (14. utilisé comme introduction)
10. Scène, entrée d'Odette
11. Scène dansante
12. Entrée des Cygnes
13. Grand pas des Cygnes
I. Valse des Cygnes
V. Grand Adagio (ou le Duo d'Amour ou l’Adagio Blanc) (nouvelle fin composée par Drigo)
IV. Danse des Petits Cygnes
VI. Danse Générale (ou Danse des Grands Cygnes) (modifié de la bémol majeur à la majeur)
II. Variation d'Odette
VII. Grande Coda Générale
III. Tempo di valse
14. Finale

#### ActeII
(originellement l'acte III)
15. Marche
16. Ballabile, danse du Corps de Ballet et des Nains
17. Valse des Fiancées
18. Scène, entrée d'Odile
19. Grand Pas de six
Appendice I. Pas de deux pour Mlle Anna Sobeshchanskaya (ou le Pas de deux de Tchaïkovski)
Appendice II. Danse russe pour Mme Pelagia Karpakova
Grand Divertissement 
21. Pas espagnol (Danse espagnole)
22. Danse vénitienne (Danse napolitaine/vénitienne)
20. Pas hongrois (Danse hongroise)
23. Mazurka (Danse polonaise)
5. Grand Pas d'action (Pas de deux du Cygne Noir, originellement Pas de deux de l'acte I)
I. Entrée
II. Grand Adagio (nouvelle fin composée par Drigo)
III. Variation : Tempo di valse
Variation (morceau à partir du 5. II. supprimé de la partition originale intitulé Variation pour le Prince Siegfried, premièrement dansé par Vakhtang Chabukiani, circa 1935)
Interpolation no 1. : Variation pour Mme Legnani (Variation pour Odile, orchestré par Drigo à partir de lOpus 72 pour Piano, 12., L'Espiègle de Tchaïkovski)
IV. Grande Coda
24. Scène (reprise de la valse 17)

#### ActeIII
(originellement l'acte IV)
25. Entr'acte
26. Scène
27. Danse des Petits Cygnes
Interpolation n°.2 : Valse des Cygnes (ou Valse pour les Cygnes Blancs et Noirs, orchestré par Drigo à partir de l’Opus 72 pour Piano, 11., Valse Bluette de Tchaïkovski)
28. Scène, partie 1 (continue après l'interpolation)
Interpolation n°.3 : Scène Dansante (orchestré par Drigo à partir de l’Opus 72 pour Piano, 15., Un poco di Chopin de Tchaïkovski)
28. Scène, partie 2 (la Musique de la Tempête a été supprimée)
29. Scène finale

### Chorégraphie
Dans ses Mémoires, Marius Petipa écrit : « Le Lac des cygnes fut monté pour la première fois à Moscou sans grand retentissement. À peine informé des mécomptes du ballet, je me rendis chez le directeur [du Mariinsky] et lui dis qu'il m'était impossible d'admettre que la musique de Tchaïkovski fût mauvaise. À mon sens, les problèmes de l'œuvre ne pouvaient venir que de la mise en scène et de la chorégraphie. Je lui demandai de m'autoriser à utiliser à ma façon le sujet de Tchaïkovski pour monter le ballet à Pétersbourg. M. Vsevolojski accepta d'enthousiasme et nous nous mîmes en contact avec le compositeur. Naturellement, Le Lac des cygnes fit un triomphe sur la scène pétersbourgeoise. Tchaïkovski, ravi, répétait à qui voulait l'entendre qu'il n'écrirait jamais de ballet pour quelqu'un d'autre que Petipa ».
En 1893, la ballerine italienne Pierina Legnani, excellente danseuse, obtint le rôle d'Odette. Lors d'une représentation, durant le « grand pas » de l'Acte III, Legnani fit, en improvisant, trente-deux fouettés en tournant et fut la première ballerine à avoir accompli un tel exploit. Le public impressionné demanda un bis, et elle répéta ce qu'elle venait de faire, mais cette fois avec vingt-huit fouettés en tournant. Selon la presse, la ballerine ne « bougea pas d'un pouce de l'endroit où elle avait commencé » ses fouettés. Les fouettés en tournant restèrent depuis lors dans la chorégraphie du Lac des cygnes.

## Programme du ballet
Introduction : Moderato assai - Allegro non troppo - Tempo I

### ActeI
1. Scène : Allegro giusto
2. Valse : Tempo di valse
3. Scène : Allegro moderato
4. Pas de trois
I. Intrada : Allegro
II. Andante sostenuto
III. Allegro simplice - Presto
IV. Moderato
V. Allegro
VI. Coda : Allegro vivace
5. Pas de deux
I. Tempo di valse ma non troppo vivo, quasi moderato
II. Andante - Allegro
III. Tempo di valse
IV. Coda : Allegro molto vivace
6. Pas d’action : Andantino quasi moderato - Allegro
7. Sujet
8. Danse des coupes : Tempo di polacca
9. Finale : Sujet : Andante

### ActeII
10. Scène : Moderato
11. Scène : Allegro moderato - Moderato - Allegro vivo
12. Scène : Allegro - Moderato assai quasi andante
13. Danses des cygnes
I. Tempo di valse
II. Moderato assai
III. Tempo di valse
IV. Allegro moderato
V. Pas d’action : Andante - Andante non troppo - Tempo I - Allegro
VI. Tempo di valse
VII. Coda : Allegro vivo
14. Scène : Moderato

### ActeIII
15. Allegro giusto
16. Danses du corps de ballet et des nains : Moderato assai - Allegro vivo
17. Scène. Sortie des invités et valse : Allegro - Tempo di valse
18. Scène : Allegro - Allegro giusto
19. Pas de six. Intrada : Moderato assai
I. Allegro
II. Andante con moto
III. Moderato
IV. Allegro
V. Moderato - Allegro simplice
Coda : Allegro molto
20. Danse hongroise. Czardas : Moderato assai - Allegro moderato - Vivace
Appendice : Danse russe : Moderato - Andante simplice - Allegro vivo - Presto
21. Danse espagnole : Allegro non troppo (Tempo di bolero)
22. Danse napolitaine : Allegro moderato - Andantino quasi moderato - Presto
23. Mazurka : Tempo di mazurka
24. Scène : Allegro - Valse - Allegro vivo

### ActeIV
25. Entracte : Moderato
26. Scène : Allegro non troppo
27. Danses des petits cygnes : Moderato
28. Scène : Allegro agitato - Molto meno mosso - Allegro vivace
29. Scène finale : Andante - Allegro agitato - Alla breve. Moderato e maestoso - Moderato

## La suite
Tchaïkovski désirait faire une suite du Lac des cygnes (opus 20a), mais il ne la compila jamais et les éditions Jurgenson publièrent après sa mort la suite comprenant :
- Scène (Acte II, no 10)
- Valse (Acte I, no 2)
- Danse des petits cygnes (Acte II, no 13)
- Scène (Acte II, no 14)
- Danse hongroise (Acte III, no 20)
- Scène (Acte IV, no 28-29)

## Versions
- 1877 : Julius Reisinger (Moscou)
- 1880 : Joseph Hansen (Moscou)
- 1894/1895 : Lev Ivanov et Marius Petipa (Saint-Pétersbourg) ; cette version est considérée comme « classique » : toutes les versions suivantes sont fondées sur elle.
- 1910 : Michel Fokine (Londres)
- 1911 : Michel Fokine et les Ballets russes (Londres)
- 1932 : de Basil (Monte-Carlo)
- 1932 : Agrippina Vaganova (Saint-Pétersbourg)
- 1936 : Serge Lifar (Paris)
- 1940 : Anton Dolin (New York)
- 1944 :  La Meri (New York)[5].
- 1951 : George Balanchine (New York)
- 1963 : John Cranko (Stuttgart)
- 1964 : Rudolf Noureev (Vienne)
- 1965 : Alicia Alonso (La Havane)
- 1969 : Kenneth MacMillan (Berlin)
- 1969 : Iouri Grigorovitch (Moscou)
- 1976 : John Neumeier (Hambourg)
- 1981 : Mikhaïl Barychnikov (Washington)
- 1984 : Rudolf Noureev (Paris, Opéra Garnier)
- 1993 : Peter Schaufuss (San Francisco)
- 1995 : Matthew Bourne (Londres)
- 1997 : Patrice Bart (Berlin, Staatsoper Unter den Linden)
- 2019 : Radhouane El Meddeb (Strasbourg, Opéra national du Rhin)[6]
- 2020 : Angelin Preljocaj (Clermont-Ferrand, Comédie de Clermont)
- 2021: Florence Caillon (Biennale des Arts du Cirque de Marseille, Opéra de Rouen avec le Festival Spring)

## Le Lac des cygnesdans les arts

### Au cinéma

#### Adaptations cinématographiques
- 1957 : Le Lac des cygnes de A. Toubenchliak reprenant la chorégraphie de Marius Petipa avec la troupe du Kirov[7]
- 1981 : Le Lac des cygnes, un film d'animation japonais réalisé par Kimio Yabuki.

#### Autres films faisant référence auLac des cygnes
- Le Cygne et la Princesse, long métrage d'animation (1994)
- Billy Elliot, film de Stephen Daldry (2000)
- Barbie et le Lac des cygnes, long métrage d'animation (2003)
- Black Swan, film de Darren Aronofsky (2010)

### Utilisation dans la musique populaire
Le thème récurrent du Lac des Cygnes est repris :
- dans le refrain de la chanson titre Daydream du groupe Wallace Collection sur son album Laughing Cavalier de 1969)[8].
- dans la chanson Writing on the Wall du groupe Blackmore's Night sur son premier album Shadow of the Moon de 1997 : le thème constitue l'introduction et est présent dans le refrain[9].
- dans la chanson Glorificamus Te du groupe de musique sacrée Les Prêtres sur leur album Gloria en 2011[10].
- dans le titre instrumental Swan Lake, du groupe de ska Madness dans son premier album One Step Beyond....

### Adaptations littéraires
- Gwladys Viscardi, L'Or et le Fer, t. 1 : Pas de trois (roman fantasy), 2019[11]
- Josée Marcotte, Le Lac des cygnes (collection Les contes interdits) 2024

## Le Lac des cygneset les changements politiques russes
Le Lac des cygnes est utilisé par les médias russophones afin de signaler un changement politique important, souvent la mort du chef de l'État. Il a été diffusé lors du coup d'État en 1991, sur tous les médias sauf sur la radio Echo de Moscou.
Sous la censure du régime de Vladimir Poutine interdisant de qualifier de « guerre » l'invasion de l'Ukraine par la Russie, quatre ballerines figurent en couverture de Novaïa Gazeta du 9 mars 2022, sur fond de l'explosion d'une bombe. Dans les rues moscovites, les quatre ballerines parfois étêtées sont placardées[réf. nécessaire].

## Iconographie

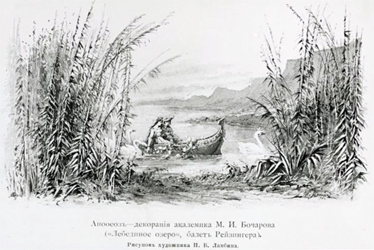
Décor de Mikhaïl Botcharov - 1895.
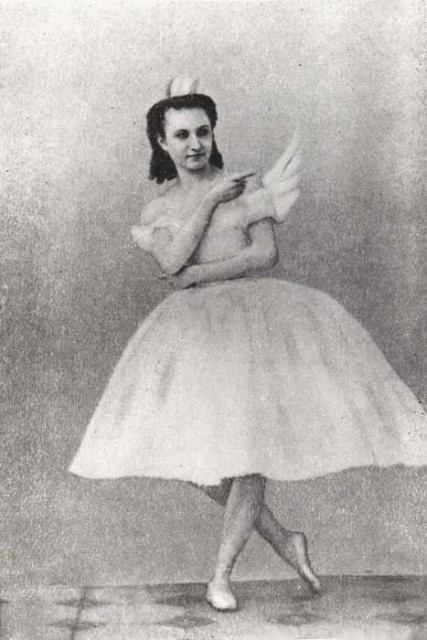
Anna Sobechtchanskaïa dans le rôle d'Odette - 1877.
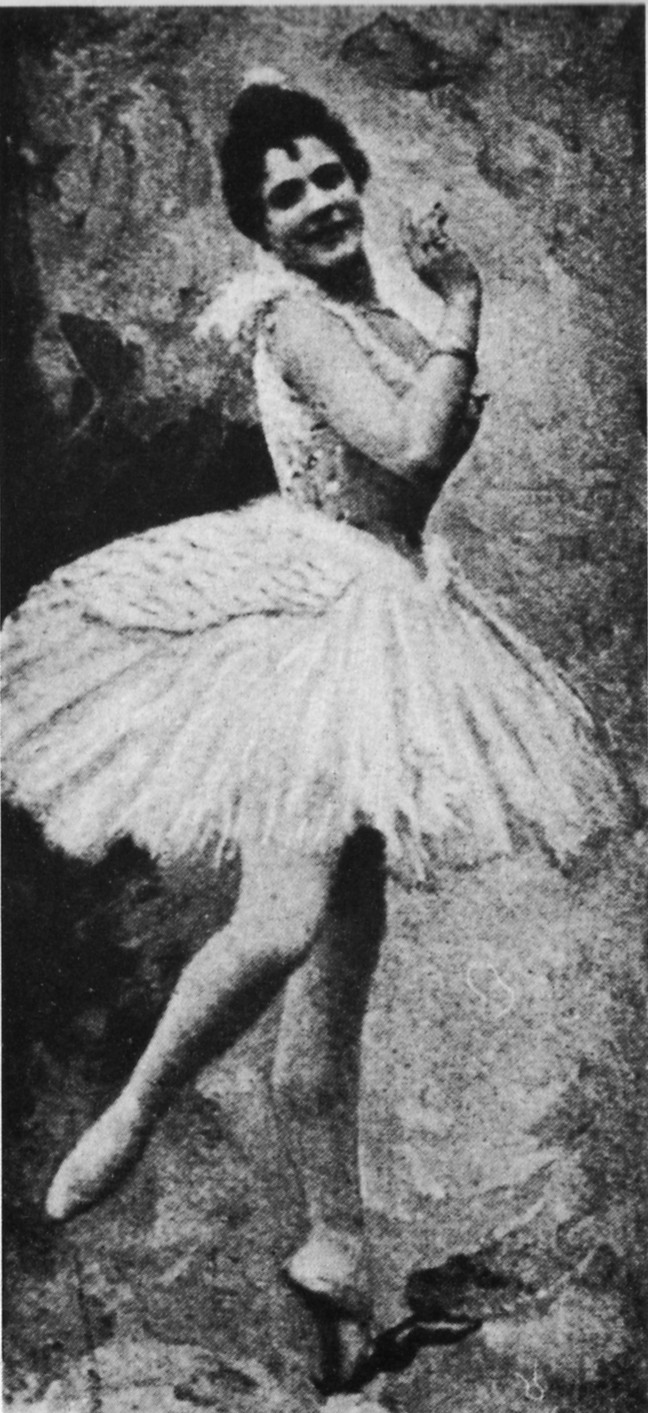
Pierina Legnani dans le rôle d'Odette - 1895.
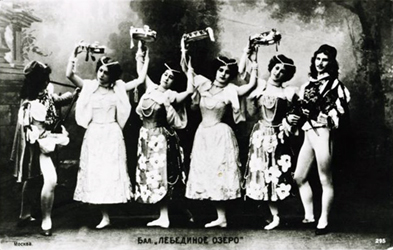
Danse vénitienne - 1895.

#### Images
- Le Lac des cygnes par le Ballet du Bolchoï
- « Galina Oulanova en Odette »(Archive.org • Wikiwix • Archive.is • Google • Que faire ?), dans la production du Kirov, dans les années 1930.
- Costume pour "Le lac des cygnes", aquarelle de Dimitri Bouchène, 1956, Les collections privées de l'Université d'Amsterdam.
- Wendy Whelan en Odile, dans la production du New York City Ballet en 2003.